# Posideón
Posideón (en griego antiguo, Ποσειδεών) era el sexto mes del calendario ático en la Antigua Grecia, que se correspondía aproximadamente con el mes de diciembre. Duraba 29 días. 
En este mes se celebraban en Atenas las fiestas Dionisias Rurales. En ellas se organizaba una procesión por las tierras agrícolas en la que era característico portar un falo a continuación de una canéfora. También, el día 26 se celebraban unos rituales en las eras en honor de Deméter, Core y Dioniso conocidos como las Haloas, en los que solo participaban mujeres.
Debido al desfase existente entre el calendario solar y el lunar, algunos años se intercalaba un mes adicional de 30 días a continuación del mes de posideón y antes del de gamelión, que recibía el nombre de posideón déuteros, posideón hysteros o posideón embolimos  y que en época del emperador Adriano pasó a denominarse hadrianión.